# Siegfried Bauer (Triathlet)
Siegfried Bauer (* 23. September 1976 in Zwettl) ist ein ehemaliger österreichischer Duathlet und Wintertriathlet.

## Werdegang
Der Niederösterreicher Sigi Bauer ist mehrmaliger Österreichischer Staatsmeister und zweimaliger Weltmeister (2004 und 2005) im Wintertriathlon (5,6 km Laufen, 10,4 km Mountainbiken und 7,5 km Skilanglauf). Im Jahre 2005 wurde er auch Weltcup-Gesamtsieger im Wintertriathlon.
Er startete für den Verein Fun Sport Red Hot Chilli Güssing. Seit 2011 tritt Sigi Bauer nicht mehr international in Erscheinung.

## Sportliche Erfolge
| Datum/Jahr    | Rang | Wettbewerb                                  | Austragungsort    | Zeit     | Bemerkung                                                                        |
| ------------- | ---- | ------------------------------------------- | ----------------- | -------- | -------------------------------------------------------------------------------- |
| 19. März 2011 | 4    | ETU Winter Triathlon European Championships | Östersund         | 01:11:32 |                                                                                  |
| 5. Feb. 2011  | 3    | ITU Winter Triathlon World Cup              | Latky Mlaky       | 01:18:42 | Dritter hinter dem Sieger, dem Schweden Andreas Svanebo                          |
| 13. Feb. 2010 | 7    | ITU Winter Triathlon World Championships    | Eidsvoll          | 01:12:29 | [ 2 ]                                                                            |
| 2010          | 1    | ÖTRV Staatsmeisterschaft Wintertriathlon    | Kaprun            |          |                                                                                  |
| 2010          | 7    | ETU Winter Triathlon European Championships | Lygna             | 01:11:34 |                                                                                  |
| 2009          | 4    | ITU Winter Triathlon World Championships    | Gaishorn am See   | 01:20:13 |                                                                                  |
| 2009          | 1    | ÖTRV Staatsmeisterschaft Wintertriathlon    | Zell am See       |          |                                                                                  |
| 9. März 2008  | 1    | ITU Winter Triathlon European Cup           | Mals              | 01:21:09 |                                                                                  |
| 1. Feb. 2008  | 4    | ETU Winter Triathlon European Championships | Gaishorn am See   | 01:21:21 | Gold für Österreich im Teambewerb – zusammen mit Heinz Planitzer und Werner Uran |
| 2007          | 2    | ITU Winter Triathlon World Championships    | Flassin           | 01:38:45 | Vize-Weltmeister hinter dem Norweger Arne Post                                   |
| 2007          | 1    | ÖTRV Staatsmeisterschaft Wintertriathlon    | Weißensee         |          |                                                                                  |
| 14. Jan. 2007 | 2    | ITU Winter Triathlon World Cup              | Valberg           | 01:34:25 | Zweiter hinter Arne Post                                                         |
| 2006          | 4    | ITU Winter Triathlon World Championships    | Sjusjoen          | 01:38:10 |                                                                                  |
| 2006          | 1    | ÖTRV Staatsmeisterschaft Wintertriathlon    | Sirnitz/Hochrindl |          |                                                                                  |
| 2005          | 1    | ITU Winter Triathlon World Championships    | Štrbské Pleso     | 01:13:23 | Wintertriathlon-Weltmeister                                                      |
| 2004          | 1    | ÖTRV Staatsmeisterschaft Wintertriathlon    | Turracher Höhe    |          |                                                                                  |
| 13. März 2004 | 1    | ITU Winter Triathlon World Championships    | Wildhaus          | 01:10:21 | Wintertriathlon-Weltmeister                                                      |

| Datum/Jahr    | Rang | Wettbewerb                                    | Austragungsort | Zeit     | Bemerkung |
| ------------- | ---- | --------------------------------------------- | -------------- | -------- | --- |
| 19. Juni 2011 | 2    | Schöckel Classic Duathlon                     | Schöckl        | 00:57:36 | 2. Rang hinter Jürgen Kropf |
| 22. Aug. 2010 | 1    | ÖTRV Staatsmeisterschaft Duathlon Langdistanz | Weyer          | 03:43:30 | Mit dem zweiten Rang beim Powerman Austria hinter dem Schweizer Andy Sutz gewinnt Bauer die Duathlon-Staatsmeisterschaft auf der Langdistanz. |
| 2010          | 1    | Schöckel Classic Duathlon                     | Schöckl        | 00:56:42 | Titelverteidigung in abermals neuer Streckenbestzeit                                                                                          |
| 2009          | 1    | Schöckel Classic Duathlon                     | Schöckl        | 00:56:59 | neue Streckenbestzeit |
| 24. Aug. 2008 | 1    | ÖTRV Staatsmeisterschaft Duathlon Langdistanz | Weyer          |          | beim Powerman Austria |